# Chiesa di San Giacomo Maggiore (Zogno)
La chiesa di San Giacomo Maggiore è un luogo di culto cattolico di Somendenna frazione di Zogno, parrocchiale dal XV secolo, e dal 1979 facente parte del vicariato locale di Brembilla-Zogno.

## Storia
La chiesa è citata nel censimento redatto nel 1464 dal vescovo Giovanni Barozzi, indicata come smembrata il 13 marzo 1462 dall'antica chiesa di Endenna e facente parte del priorato di Pontida. Dai documenti stilati da don  Antonio Pagherolo, l'aula fu affrescata nel 1473.
La visita pastorale di Gregorio Barbarigo del 1658 cita la chiesa inserita nella circoscrizione della chiesa di Santa Croce della frazione omonima, amministrata dalla vicinia comunale, ma restando sotto il controllo del priorato di Pontida fino alla sua soppressione nel 1798.
Nel sommario redatto nel 1666 dal cancelliere di Bergamo Giovanni Giacomo Marenzi risulta che la chiesa detta mercenaria,  era servita da un parroco mercenario, pagato dal comune e nominato dal priore del priorato, attraverso il "placet" e indicata come nullius plebis. Con decreto del 1695 del vescovo Daniele Giustiniani, conservato presso l'archivio parrocchiale, la chiesa risulta facente parte della circoscrizione della vicaria di Zogno, confermato anche da Giovanni Maironi da Ponte nel 1820. Risultava però che aveva alle proprie dipendenze il piccolo oratorio dedicata alla Santissima Trinità.
La chiesa fu completamente ricostruita nel 1666, mentre l'abside venne modificata su progetto di Giacomo Caniana nel 1782. L'ultima variazione fu eseguita nel 1874 con l'inglobamento dell'antico porticato esterno alla facciata e il conseguente allungamento della facciata.
Il 23 ottobre 1882 fu consacrato e intitolato a san Giacomo il Maggiore dal vescovo Gaetano Camillo Guindani. Il XX secolo vide la consacrazione degli altari laterali, quello dedicato al Sacro Cuore fu benedetto dall'arcivescovo Angelo Giuseppe Roncalli futuro Papa Giovanni XXIII il 10 ottobre, e il vescovo Adriano Bernareggi quello dell'Apparizione dei Maria il 26 maggio 1940.

## Descrizione

### Esterno
La chiesa è ubicata in posizione elevata rispetto al centro urbano. La facciata che è leggermente avanzata rispetto all'interno, è in stile neoclassico e si compone su due ordini. Quello inferiore è tripartito da lesene in muratura con alta zoccolatura e terminanti con capitelli ionici che reggono la cornice marcapiano. Centrale il portale in ceppo con paraste e trabeazione con gocciolatoio sorretto da due mensole, con lo stemma del vescovo. La sezione termina con un bassorilievo raffigurante il martirio di san Giacomo. L'ordine superiore ha una grande apertura centinata centrale atta a illuminare l'aula. La facciata termina con il timpano triangolare. 

L'antica torre campanaria che era stata consacrata da Carlo Gritti Morlacchi nel 1925 è stata sopraelevata con l'aggiunta di cinque campane consacrate l'8 aprile 1951 da Adriano Bernareggi.

### Interno
L'interno, a pianta rettangolare, a navata unica, è diviso in da semicolonne in cinque campate. Le colonne addossate alle pareti laterali terminano con capitello ionico da dove parte il cornicione e la volta a botte. La prima campata conserva a sinistra il battistero e a destra il confessionale. La seconda campata conserva a sinistra la cappella dedicata alla Madonna Immacolata mentre a destra un ulteriore confessionale con la tela della Madonna Assunta. La cappella intitolata al Sacro Cuore è presente nella quarta campata a sinistra e corrispondente quella intitolata alla Madonna del Rosario. L'aula termina con l'arco trionfale e il presbiterio preceduto da sette gradini.
La zona presbiteriale è a pianta rettangolare con la copertura a tazza e termina con il coro semicircolare con copertura a catino. La chiesa conserva il dipinto di Luigi Pagnoni del 1665 raffigurante Santissima Trinità venerata da San Rocco e Sant'Antonio di Padova.